# José de la Riva Agüero
José de la Riva Agüero (José Mariano de la Riva Agüero y Sánchez Boquete), markis av Montealegre de Aulestia, född 1783 i Lima, Peru, död 1858 i Lima, var en peruansk soldat, politiker, historiker och två gånger president i Peru.

## Biografi
Riva Agüero, son till José De la Riva Aguero y Basso della Rovere och María Josefa Sánchez Boquete Román de Aulestia markisinna av Montealegre de Aulestia, var gift med den belgiska prinsessan Caroline Arnoldine Looz Corswarem. Han tillbringade sin barndom och ungdom i Spanien, där han studerade och senare deltog i kriget mot de invaderande napoleontrupperna. 1809 återvände han till Lima och deltog i kampen för självständighet. José de San Martín utsåg honom till prefekt i Lima 1822. Efter att San Martín hade lämnat landet och i den efterföljande sociala instabiliteten i landet, revolterade Andrés de Santa Cruz mot den peruanska kongressen i februari 1823 och tvingade den att välja Riva Agüero som president. Riva Agüero utsåg sig själv till "Perus president", den förste att använda den titeln.
Under sin korta regering fick han uppleva de spanska truppernas intåg i huvudstaden och förflyttningen av regeringen till ett nytt ställe i Callao. I denna situation förlorade Riva Agüero allt stöd från den peruanska kongressen, som ängsligt väntade på Simón Bolivars ankomst. Han ersattes senare av Antonio José de Sucre. Sucre efterföljdes av José Bernardo de Torre Tagle fram till Simón Bolívars ankomst. Kongressen hade väntat på att den venezuelanske "befriaren" skulle komma till Peru och  hjälpa till med att konsolidera landets självständighet från Spanien, och var mer än villiga att ge honom nödvändigt stöd.
I rädslan för att förlora ledarskapet, sökte Riva Agüero komma överens med vicekungen för att förhindra Bolivars ankomst, och blev arresterad och anklagad för högförräderi. Han gick sedan i exil i Chile. Där skrev han Memorias y documentos para la Historia de la Independencia del Perú y causas del mal éxito que ha tenido ésta (Memoarer och historiska dokument om kampen för självständighet i Peru och orsakerna hittills till dess misslyckande), en av de viktigaste källorna för perioden.
Under den kortlivade Peru-bolivianska konfederationen stödde Riva Agüero marshallen Andrés de Santa Cruz, och blev president för Nordperu 1838. Efter dess kollaps drog han sig tillbaka från den allmänna scenen till sin död 1858.

## Fotnoter och källor
1. 1 2  SNAC, SNAC Ark-ID: w6qc2sxh, läs online, läst: 9 oktober 2017.[källa från Wikidata]
2. 1 2  Roglo, person-ID på Roglo: p=jose+mariano;n=de+la+riva+aguero.[källa från Wikidata]
3. 1 2  Diccionario biográfico español, Real Academia de la Historia, 2011, Diccionario biográfico español-ID: 14504/jose-mariano-de-la-riva-aguero-y-sanchez-boquete, läst: 9 oktober 2017.[källa från Wikidata]

- Gustavo Pons Muzzo (1981). Compendio de historia del Peru. Lima. sid. 128–132